# Mimochotyra ocularis
Mimochotyra ocularis is een keversoort uit de familie Rhagophthalmidae. De wetenschappelijke naam van de soort is voor het eerst geldig gepubliceerd in 1937 door Pic.